# Руденко, Мирослав Владимирович
Мирослав Владимирович Руденко (укр. Мирослав Володимирович Руденко; род. 21 января 1983, Дебальцево, Донецкая область) — государственный деятель непризнанной ДНР, член правительства Донецкой Народной Республики, публицист, историк, поэт, в настоящее время депутат Народного Совета ДНР, где занимает должность председателя комитета по образованию, науке и культуре.

## Биография
Родился в городе Дебальцево Донецкой области Украинской ССР. Окончил исторический факультет Донецкого национального университета. Вместе с П. Губаревым создал студенческую организацию «АК-47». С 2000 года жил в Донецке. Работал в аппарате Донецкого городского совета (главный специалист управления), в агентстве по туризму.
Был активистом ДОО «Донбасская Русь», организатор националистических «Русских маршей» в Донецке.
«Русской весной» 2014 года вместе со своим бывшим однокурсником Павлом Губаревым стал активистом «Народного ополчения Донбасса», активно участвовал в митингах, организации ДНР и проведении Референдума о самоопределении Донбасса 11 мая. Депутат Верховного совета ДНР от НОД с 7 апреля, депутат Народного совета ДНР с 2 ноября 2014, в ноябре 2018 года переизбран в новый созыв НС ДНР.
В своих публикациях выдвигал различные концепции украинского этногенеза. Согласно одной из них, украинцы — это «ветвь русинов, отказавшихся от русской идентичности». Согласно другой, «субстрат» украинцев составили «славянизированные тюрки». Впрочем, для этнического единства, по его мнению, важно не происхождение, а идентичность.

## Санкции
Из-за поддержки российской агрессии и нарушения территориальной целостности Украины во время российско-украинской войны находится под персональными международными санкциями разных стран. С 9 декабря 2014 года находится под санкциями Японии. С 19 декабря 2014 года находится под санкциями Соединённых Штатов Америки. С 19 декабря 2014 года находится под санкциями Канады. С 2 октября 2020 года находится под санкциями Австралии. С 31 декабря 2020 года находится под санкциями Великобритании. С 12 марта 2022 года находится под санкциями всех стран Европейского союза. С 16 марта 2022 года находится под санкциями Швейцарии.
Указом президента Украины Владимира Зеленского от 24 июня 2021 года находится под санкциями Украины. С 3 мая 2022 года находится под санкциями Новой Зеландии.

## Публикации
- «Белые пятна» обороны Одессы: подвиг 250 шахтеров Донбасса // Донбасс в гуманитарном пространстве Русского мира. Донецк, 2011. — с.143-186.
- Уничтожение галицко-русской ментальности или как появилась украинская Галиция: к столетию забытого геноцида в Червонной Руси // Новороссия № 11, 19 октября 2014.
- Русский день народного единства и Донбасс // Новая Земля. № 2. Ноябрь 2014. С.13-14.
- «Слово о полку Игореве» — свидетельство о единстве Русской земли // Новая Земля. № 1. 2015. С.38-40.
- Апрельские тезисы: к первой годовщине провозглашения ДНР // Новороссия № 30, 9 апреля 2015.
- Без оружия в бой: бой шахтеров Донбасса при обороне Одессы в августе 1941 // Новая Земля. № 7. август 2015. С.24-28.
- Технология «свидомого» мифотворчества: бандеровский романс // Новая Земля. № 9. октябрь 2015. С.23-25.
- Задачи исторической науки в ДНР, ЛНР и Новороссии // Новая Земля. № 11. декабрь 2015. С.52-55.
- Маргинализация украинского нацизма: темпы ускоряются // Новая Земля. № 1. 2016. С.6-7.
- Первый день восстания: о дате начала «Русской весны» на территории бывшей Донецкой области // Новая Земля. № 2. март 2016. С.5-10.
- Памяти Парламента Новороссии // Новая Земля. № 8. сентябрь 2016. С.38-44.
- Первый антифашистский съезд Юго-Востока и провозглашение ЛНР // Новороссия № 139, 10 мая 2017.
- Народное ополчение Донбасса в событиях Русской весны // Новороссия № 140—141, 18-25 мая 2018.
- Историография деятельности революционных трибуналов в Донбассе (1919—1923) // Донецкие чтения 2016. Том. 7, с.149-151.
- Да здравствует Республика! // Новороссия № 134, 6 апреля 2017.
- Юзовско-Донецкие апрельские революционные параллели // Новая Земля. № 3. апрель 2017. С.40-41.
- Создание первого высшего представительного органа власти и временного правительства в Донецкой Народной Республике // Донецкие чтения 2017. Том 5, с.134-137.
- Первая попытка интеграции ДНР и ЛНР: создание союза народных республик и деятельность парламента Новороссии // Донецкие чтения 2017. Том 5, с.137-140.
- Роль представительных органов власти в образовании ДКР и ДНР // Новороссия № 179—180, 15-22 февраля 2018.
- СБУ против Русской весны // Новороссия № 184—185, 22-29 марта 2018.
- Изменения в структуре и штатах донецкого губернского революционного трибунала в октябре 1921 года // Донецкие чтения 2018. Том 7, с.113-115.